# シスター・プリンセス&シスター・プリンセスRePure X'mas Song Collection
「シスター・プリンセス&シスター・プリンセス Re Pure X'mas Song Collection」（-リピュアクリスマスソング）は、テレビアニメ『シスター・プリンセス』シリーズのキャラクターソングが収録された、声優ユニット・シスター・プリンセスのシングルである。2003年12月21日にスターチャイルドから発売された。

## 概要
アニメ『シスター・プリンセス』シリーズのキャラクターソング2曲を収録している。
2曲目の「Merry Very X'mas」を歌っているのは、Sister Princess（桑谷夏子、望月久代、小林由美子、堀江由衣、千葉千恵巳、柚木涼香、横手久美子、神崎ちろ、川澄綾子、かかずゆみ、半場友恵、水樹奈々）。1曲目の「その奇跡は永遠に」を歌っているのは、上記の12人に氷上恭子を加えた・シスタープリンセス +1。ゲーム版のユニット・SISTER PRINCESSを含めると、4作目のシングル。
「その奇跡は永遠に」の「永遠に」は、「とわに」と読ませる。「その奇跡は永遠に」はテレビアニメ第1期第20話の挿入歌、「Merry Very X'mas」は、アニメ第2期（RePure）最終話（第13話）のエンディングテーマを、再録音したもの。アニメでOAされたバージョンはCD化されていない。
トラック5から16は、12人からのクリスマスメッセージを一言ずつ収録している。

## 収録曲
1. その奇跡は永遠に [2:22]
作詞：公野櫻子、作曲・編曲：五島翔
2. Merry Very X'mas [2:39]
作詞：有森聡美、作曲・編曲：湯川徹
3. その奇跡は永遠に（off vocal ver.）
4. Merry Very X'mas（off vocal ver.）
5. X'mas Message 可憐
6. X'mas Message 花穂
7. X'mas Message 衛
8. X'mas Message 咲耶
9. X'mas Message 雛子
10. X'mas Message 鞠絵
11. X'mas Message 白雪
12. X'mas Message 鈴凛
13. X'mas Message 千影
14. X'mas Message 春歌
15. X'mas Message 四葉
16. X'mas Message 亞里亞